# Poirot joue le jeu (téléfilm, 1986)
Pour les articles homonymes, voir Poirot joue le jeu (homonymie).
Pour plus de détails, voir Fiche technique et Distribution.
Poirot joue le jeu (Dead Man's Folly) est un téléfilm américain de Clive Donner diffusé pour la première fois aux États-Unis le 8 janvier 1986. Il est adapté du roman Poirot joue le jeu d'Agatha Christie, mettant en scène le détective belge Hercule Poirot.
En France, le téléfilm a été diffusé le 19 novembre 1987 sur La Cinq. Rediffusion le 24 août 1990 sur La Cinq.
Peter Ustinov reprend le rôle d'Hercule Poirot pour la quatrième fois.

## Fiche technique
- Titre français : Poirot joue le jeu
- Titre original : Dead Man's Folly
- Réalisation : Clive Donner
- Scénario : Rod Browning et Michael Norell (non crédité), d'après le roman Poirot joue le jeu d'Agatha Christie.
- Décors : Brian Ackland-Snow
- Costumes : Evangeline Harrison
- Photographie : Curtis Clark
- Montage : Donald R. Rode
- Musique : John Addison
- Production : Neil Hartley
- Société de production : Warner Bros. Television
- Pays d’origine :  États-Unis
- Langue originale : anglais
- Format : couleur — 35 mm — 1,33:1 — Mono
- Genre : Téléfilm policier
- Durée : 94 minutes
- Dates de sortie :
  -  États-Unis : 8 janvier 1986

## Autour du film
Peter Ustinov reprend le rôle d'Hercule Poirot pour la quatrième fois. Après avoir joué dans deux films au cinéma et un téléfilm, il incarne Poirot pour la deuxième fois à la télévision.

## Sortie vidéo
Le téléfilm a fait l'objet d'une sortie sur le support DVD :
- Agatha Christie - Les classiques de Warner Bros. (Coffret 4 DVD-9) sorti le 19 octobre 2011 édité par Koba Films et distribué par Warner Bros. Home Entertainment France. Le ratio est en 1.33:1 plein écran 4:3. L'audio est en Français et Anglais 2.0 Dolby Digital avec présence de sous-titres français. En supplément les filmographies des acteurs, un documentaire sur Agatha Christie ainsi que des bandes annonces de l'éditeur. Il s'agit d'une édition Zone 2 Pal[2].